# Бородатка Скуры
Бородатка Скуры (лат. Pogonophryne skorai) — морская антарктическая донная рыба семейства бородатковых (Artedidraconidae) подотряда нототениевидных (Notothenioidei) отряда окунеобразных (Perciformes). Этот вид пуголовковидной бородатки впервые был найден в 1984 году во время промысла советского судна «Гижига» в Антарктике в районе Южных Шетландских островов. Описан как новый для науки вид в 2013 году российскими ихтиологами А. В. Балушкиным и В. В. Сподарёвой. Латинское и русское название виду дано в честь польского ихтиолога Кжиштофа Э. Скуры (пол. Krzysztof E. Skóra) за его вклад в изучение антарктических рыб, в том числе и как коллектора голотипа и двух паратипов этого вида.
P. skorai — среднего размера типично донная рыба общей длиной до 20 см. Является эндемиком высокоширотной зоны Южного океана. В настоящее время этот вид известен только по четырём экземплярам, пойманным в 1984 и 1986 годах в Западной Антарктике на глубинах 360—490 м. Кроме P. skorai род пуголовковидных бородаток (Pogonophryne) включает, как минимум, ещё 22 эндемичных для высокоширотной Антарктики видов.
Согласно схеме зоогеографического районирования по донным рыбам Антарктики, предложенной А. П. Андрияшевым и А. В. Нееловым, ареал вида находится в границах гляциальной подобласти западноантарктической провинции Антарктической области.
Как и у других антарктических бородаток у P. skorai имеется подбородочный усик, уникальная видоспецифичность строения которого является одной из важнейших характеристик в систематике семейства в целом и особенно в роде Pogonophryne. Как и всем прочим пуголовковидным бородаткам, этому виду свойственна очень крупная голова и отсутствие чешуи на теле (кроме боковых линий), а также жаберные крышки с крупным уплощенным шипом, загнутым вверх и вперед.
Бородатка Скуры может встречаться на относительно небольших шельфовых глубинах в уловах донных тралов в районе Южных Шетландских островов и, вероятно, Антарктического полуострова.

## Характеристика бородатки Скуры
Относится к группе видов «P. marmorata», которая характеризуется конической формой головы с коротким, сжатым дорсовентрально и суженным с боков рылом и наличием выступа в передней части глазницы, незаполненного глазным яблоком, а также узким межглазничным пространством (5—6 % стандартной длины рыбы).
От двух других видов группы отличается следующим комплексом признаков. Подбородочный усик короткий (8,9—10,2 % стандартной длины рыбы), при отгибании его назад поверх рыла (при закрытом рте) почти достигает переднего края ноздри. Усик у ювенильных особей светлый, у близких к половозрелости рыб тёмный. Терминальное расширение относительно короткое, составляет около трети длины усика (30,6—36,6 %), лопастевидное, заметно сжатое дорсовентрально, относительно узкое (его ширина в 7—9 раз меньше, чем длина усика), состоит из косых, более или менее продольно ориентированных складок, налегающих друг на друга. Стебель усика покрыт мелкими папиллами. Нижняя челюсть заметно выдается вперед: при закрытом рте на её вершине видны все ряды зубов, кончик языка не виден. У вершины нижней челюсти 2 ряда зубов, у вершины верхней челюсти 2—3 ряда зубов. Посттемпоральные гребни заметно выражены. Второй спинной плавник у самцов умеренной высоты (около 19—21 % стандартной длины), с небольшой передней лопастью; у самок высота плавника несколько меньше (около 17 % стандартной длины). Верх головы и передняя часть спины перед первым спинным плавником покрыты небольшими (примерно равными диаметру зрачка) округлыми или овальными тёмно-коричневыми пятнами; нижняя поверхность головы и горло светло-серые, грудь и живот тёмно-серые, без пятен. Второй спинной плавник тёмный, местами почти чёрный в передней части, несколько светлеющий к концу. Анальный плавник тёмный у основания и светлый вдоль внешнего края. Грудные плавники с темными вертикальными полосами в передней части и светлые в задней части. Хвостовой плавник светлый, с тёмным Т-образным пятном в средней части. Ротовая полость и перитонеум серые.
В первом спинном плавнике 1—2 коротких мягких колючих луча; во втором спинном плавнике 27 лучей; в анальном плавнике 16—17 лучей; в грудном плавнике низкое число лучей — 17—19; в дорсальной (верхней) боковой линии 21—25 пор (трубчатых костных члеников), в медиальной (срединной) боковой линии 14—17 пор или костных члеников; в нижней части первой жаберной дуги тычинки расположены в 2 ряда: общее число тычинок на нижней и верхней частях дуги — 15—21, из них (1—2)+(0—1)+(6—10)=7—13 тычинок во внешнем ряду и (0—1)+(0—1)+(5—7)=6—8 во внутреннем ряду. Общее число позвонков 37, из них 15—16 туловищных и 21—22 хвостовых.

## Распространение и батиметрическое распределение
Известный ареал вида приходится на мелководную часть пролива Брансфилда вблизи Антарктического полуострова и прибрежные воды Южных Шетландских островов. Известен по двум поимкам (31 декабря 1984 г. и 14 ноября 1986 г.) на мезобентальных глубинах 360—490 м.

## Размеры
Вероятно, относится к среднеразмерным видам рода Pogonophryne — самцы достигают 193 мм общей длины и 156 мм стандартной длины, самка — 195 мм общей длины и 148 мм стандартной длины.

## Образ жизни
Образ жизни не известен. В конце весны (середина ноября) 1986 г. яичники единственной известной самки этого вида (общая длина 195 мм, стандартная длина 148 мм) находились в стадии зрелости III. Диаметр ооцитов старшей генерации трофоплазматического роста не превышал 1,1 мм.

## Близкие виды группы «P. marmorata»
Вместе с двумя другими видами образует группу «P. marmorata», в которую входят также: мраморная бородатка (P. marmorata Norman, 1938) и плоскоусая бородатка (P. platypogon Eakin, 1988). Валидность описанного недавно по неполовозрелой самке и ювенильному экземпляру вида P. minor Balushkin et Spodareva, 2013 подвергается сомнению. Эта форма рассматривается в качестве младшего синонима симпатричного ей вида P. marmorata.